# Valentín de Roma

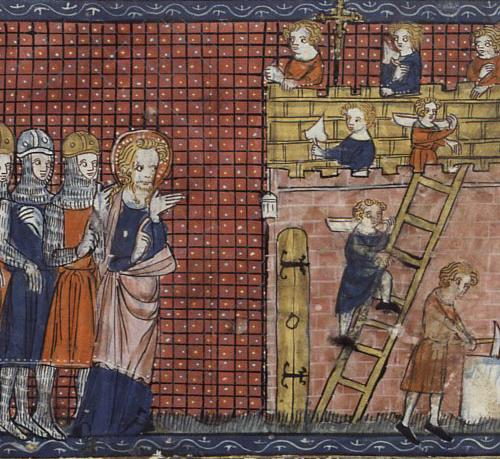
San Valentín de Terni supervisa la construcción de su basílica en Terni, tomado de un manuscrito francés del

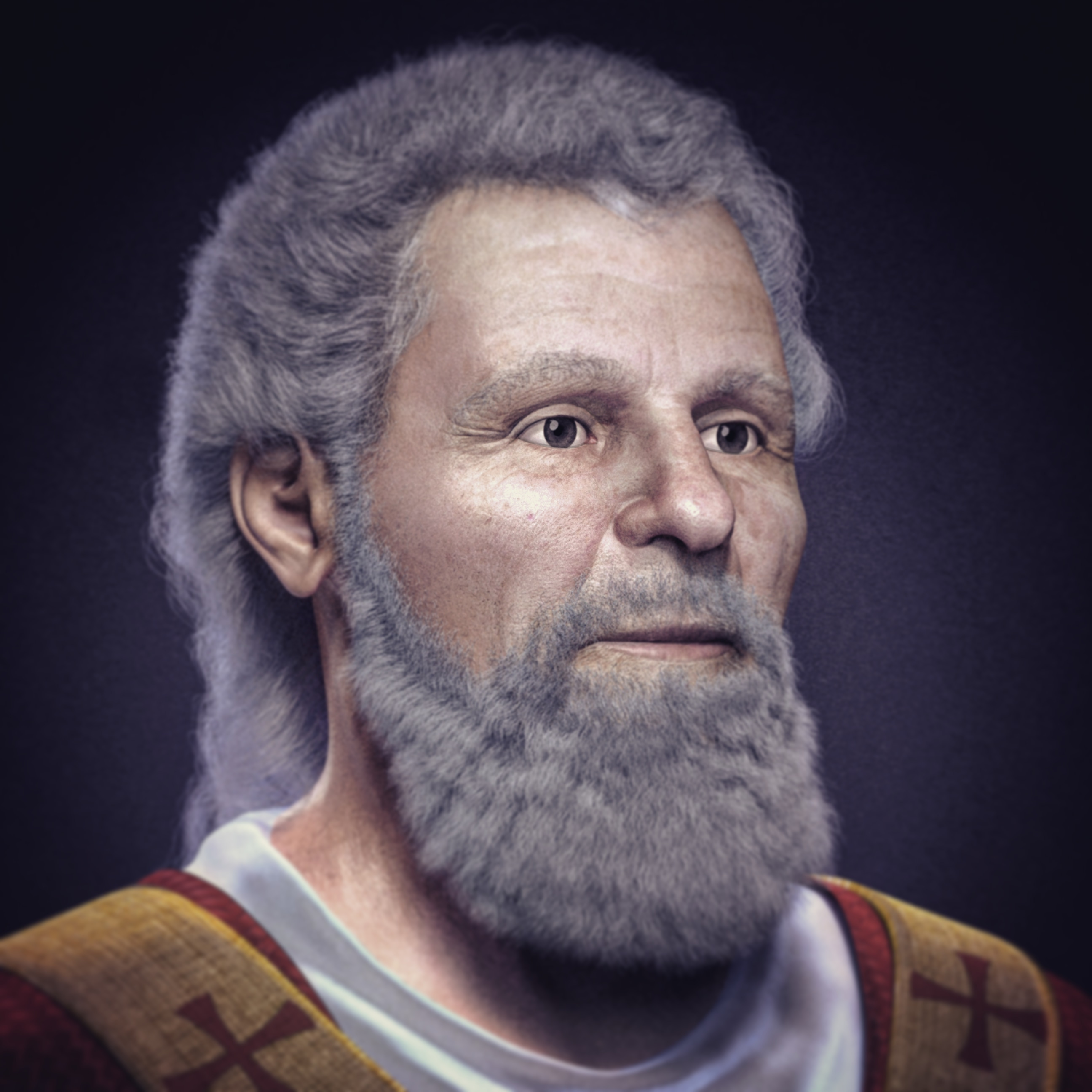
Reconstrucción facial 3D

San Valentín de Roma es el nombre que comparten tres santos mártires que vivieron en la Antigua Roma. La festividad de san Valentín era celebrada por la Iglesia católica cada 14 de febrero en el calendario litúrgico tradicional, hasta que en 1969, tras el Concilio Vaticano II, se reorganizó el calendario del santoral litúrgico y se retiró su celebración. Si bien no está borrado del martirologio, por lo que se permite su culto local y se sigue conmemorando su memorial el 14 de febrero.
La fiesta de San Valentín fue declarada por primera vez el 14 de febrero de 494 por el papa Gelasio I. Según la Enciclopedia Católica, hay en realidad tres santos mártires del mismo nombre que fueron ejecutados en tiempos del Imperio Romano, y cuya festividad cae en la misma fecha (tal vez por un error, que no es infrecuente en el calendario de santos) que conocemos hoy como día de San Valentín: los dos primeros fueron martirizados en la segunda mitad del siglo III, durante el reinado del emperador Claudio II “el Gótico”:
- un médico romano que se hizo sacerdote y que casaba a los soldados, a pesar de que ello estaba prohibido por el emperador, quien lo consideraba incompatible con la carrera de las armas. Claudio II ordenó decapitarlo en el 269; fue muy venerado en Francia, en la diócesis de Jumièges;[3]
- un obispo de la ciudad de Interamna (hoy Terni, Italia), donde se encuentran los restos del cuerpo conservados en la homónima basílica, y donde el 14 de febrero es la fiesta patronal;[4]
- un obispo llamado Valentín de Recia, que vivió en el siglo V y que fue enterrado en Marlengo (en alemán Mais), cerca de Merano, en el Tirol, Italia; en el siglo VIII su cuerpo se trasladó a Passau, Baviera, en Alemania; es invocado para curar la epilepsia, y a partir del siglo XV se le representa con un niño tendido a sus pies.

Se cree que el sacerdote y el obispo Valentín están enterrados en la Via Flaminia en las afueras de Roma. En el siglo XII, la puerta de la ciudad conocida en tiempos antiguos como la Porta Flaminia (ahora conocida como Porta del Popolo) era conocida como la Puerta de San Valentín. Un cráneo atribuido a San Valentín Mártir se conserva dentro de una urna de cristal, a la vista de los fieles, en la Basílica de Santa María en Cosmedin, Roma. Sin embargo, poco se sabe sobre las vidas de estos tres hombres.
Muchas de las leyendas que los rodean actualmente muy probablemente se inventaron durante la Edad Media en Francia e Inglaterra, cuando el día festivo 14 de febrero empezó asociarse con el amor, a raíz de la historia de San Valentín, quien habría sido ejecutado un 14 de febrero al no querer renunciar al cristianismo y haber casado a soldados en secreto después de que el matrimonio de soldados profesionales fuera prohibido por el emperador Claudio II. Otra leyenda dice que es patrono de los enamorados porque su fiesta coincide con el momento del año en que los pájaros empiezan a emparejarse.
La Iglesia católica borró su festividad del calendario litúrgico en 1969, como parte de un intento por eliminar santos de un origen posiblemente legendario, aunque se sigue celebrando en parroquias locales. La actual edición oficial del Martirologio romano (2004) mantiene al santo san Valentín, pero únicamente le considera un mártir de Roma venerado en la Vía Flaminia, sin entrar en ningún detalle más por no poder constatar su historicidad: Romae via Flamínia iuxta pontem Milvium, sancti Valentini, mártyris. Valentín es también venerado como santo por la Iglesia ortodoxa y por la Iglesia anglicana, así como por la iglesia luterana.
En el 2014, el papa Francisco decidió participar en la celebración de san Valentín, en un intento por devolverle el sentido religioso a esta festividad surgida en principio para contrarrestar a las lupercales, consideradas paganas por la Iglesia católica. Un relato muy popular sobre este santo cuenta que le devolvió la vista a una jovencita ciega y esta en agradecimiento sembró sobre la tumba del santo un rosal que según la tradición florecía cada 14 de febrero.

Martirio de San Valentín pintado en una iglesia en Italia.

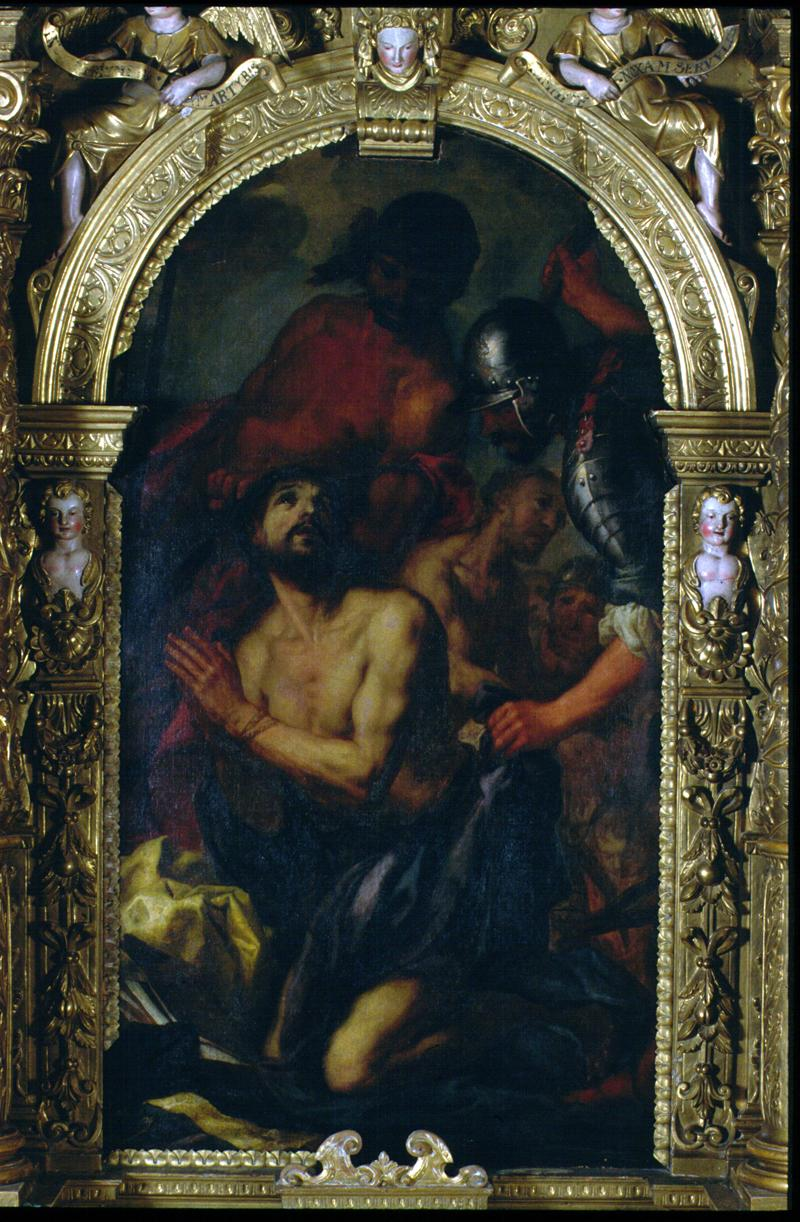
Martirio de San Valentin de Roma pintado por Antonio Zanchi en 1680 en Italia.

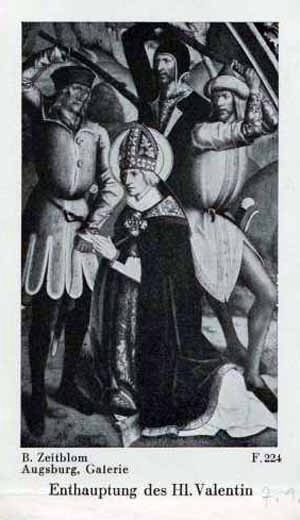
Martirio de San Valentín de Roma pintado por B.Zeitblom.